# Paddy Madden
Patrick « Paddy » Madden, né le 4 mars 1990 à Dublin, est un footballeur international irlandais qui évolue au poste d'attaquant.

## Biographie
Fin janvier 2011, il jouera sous les couleurs de Carlisle United pour deux ans et demi et portera le numéro 19.
En novembre 2012, Yeovil Town a prolongé le contrat de prêt du joueur jusqu'en janvier après un premier mois réussi. Début janvier 2013, il rejoint le club, Yeovil Town pour deux ans et demi suite à un prêt réussi.
Le 11 janvier 2014, il rejoint Scunthorpe United pour deux ans,. Début août 2015, il signe et prolonge un nouveau contrat de trois ans, soit jusqu'en été 2018.
En janvier 2018, il signe et rejoint Fleetwood Town où il a signé un contrat de deux ans et demi,.
En 2021, il rejoint le Stockport County FC pour une durée de trois ans.
En mai 2024, il signe à Chesterfield FC pour une durée de deux ans,,.

## Palmarès

### En club
- Bohemian FC
  - Champion d'Irlande en 2009.

- Carlisle United
  - Vainqueur du Football League Trophy en 2011.

- Stockport County
  - Vainqueur du Championnat d'Angleterre D5 en 2022
  - Vainqueur de la D4 en 2024

### Distinctions personnelles
- Joueur du mois de D3 anglaise en janvier 2013.
- Meilleur buteur de D3 anglaise en 2013.
- Membre de l'équipe-type de D3 anglaise en 2013.